# Apatelodes nina
Apatelodes nina is een vlinder uit de familie van de Apatelodidae. De wetenschappelijke naam van de soort is, als Phalaena nina, voor het eerst geldig gepubliceerd in 1780 door Caspar Stoll.